# Karol Żuławski

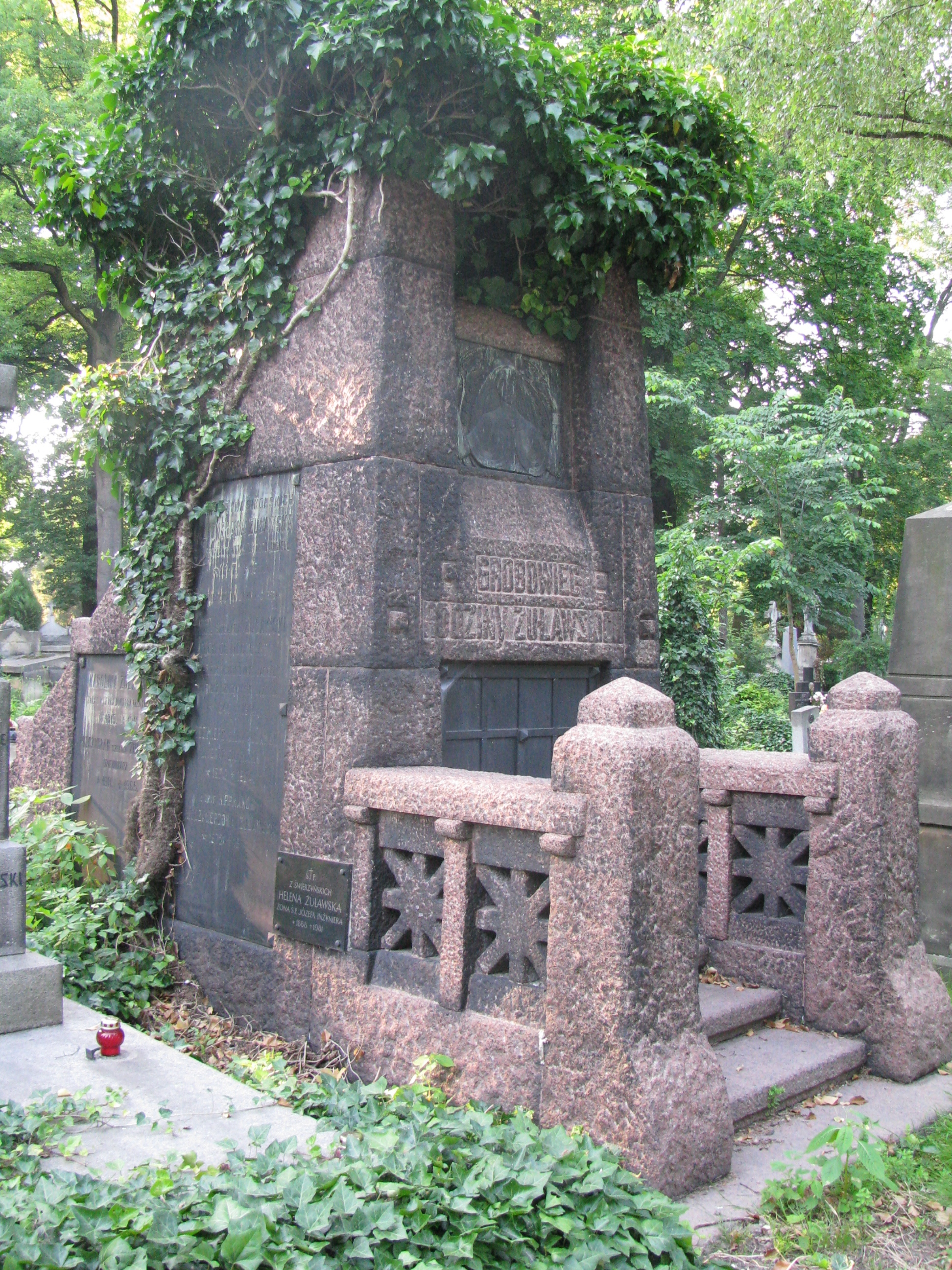
Grób rodziny Żuławskich na cmentarzu Rakowickim w Krakowie

Karol Franciszek Ksawery Szeliga Żuławski (ur. 13 października 1845 w Limanowej, zm. 3 grudnia 1914 w Krakowie) – polski lekarz psychiatra, profesor psychiatrii Uniwersytetu Jagiellońskiego, prezes Towarzystwa Lekarskiego Krakowskiego.

## Życiorys
Syn Leona Hermenegildusa Żuławskiego i Karoliny Henrietty Ekhan. Ukończył gimnazjum we Lwowie, następnie studiował na Uniwersytecie Jagiellońskim, uzyskując tytuł doktora wszech nauk lekarskich w 1870 roku. Od 1877 sekundariusz w oddziale obłąkanych, epileptyków i pokąsanych przez psy wściekłe w Szpitalu św. Ducha, którego prymariuszem był Gustaw Neusser. W 1879 oddział przeniesiono do Szpitala św. Łazarza. W 1886 habilitował się jako docent psychiatrii, a w 1897 został mianowany profesorem nadzwyczajnym tytularnym psychiatrii na Uniwersytecie Jagiellońskim. Był właścicielem prywatnego zakładu dla nerwowo chorych przy ul. Długiej 83 w Krakowie. Jego pacjentem był m.in. Stanisław Wyspiański i Teodora Matejkowa, żona Jana Matejki.
Żonaty z Władysławą Ludwiką Heleną Sikorską (1847–1911), mieli siedmioro dzieci: Włodzimierza, Marię, Leona, Józefa, Annę, Helenę i Zygmunta.
Pochowany jest na cmentarzu Rakowickim w grobowcu rodzinnym (kwatera Ra).

## Wybrane prace
- Przypadek obłędu ostrego (Delirium acutum). Przegląd Lekarski, 1884
- Sprawozdanie naukowe z ruchu chorych w zakładzie dla obłąkanych w Krakowie w ciągu r. 1883. Przegląd Lekarski, 1885
- O urojeniach. Kraków, 1891